# Енн Донован
Енн Донован (англ. Anne Donovan, 1 листопада 1961 — 13 червня 2018) — американська баскетболістка.
Олімпійська чемпіонка 1984, 1988 років.
Переможниця Панамериканських ігор 1983, 1987 років.
Переможниця Кубка Р. Вільяма Джонса 1984 року.
Як помічниця тренера: олімпійська чемпіонка 2004 року.
Чемпіонка світу 1998, 2002 років.
Як головна тренерка: олімпійська чемпіонка 2008 року.
Бронзова призерка Чемпіонату світу 2006 року.